# Roseldorf (Gemeinde Sitzendorf)
Roseldorf ist eine Katastralgemeinde und Ortschaft von Sitzendorf an der Schmida im Bezirk Hollabrunn in Niederösterreich. Die Ortschaft hat 289 Einwohner (Stand 1. Jänner 2024). Bis Ende 1971 war Roseldorf eine eigenständige Gemeinde.

## Geschichte
Mit 1. Jänner 1972 wurde im Zuge der Niederösterreichischen Kommunalstrukturverbesserung die bis dahin selbständige Gemeinde Roseldorf nach Sitzendorf an der Schmida eingemeindet.

## Bedeutung

### Keltensiedlung Sandberg
Nordöstlich des Ortes Roseldorf auf dem Sandberg befand sich die größte derzeit bekannte keltische Zentralsiedlung Österreichs.
Siehe Keltensiedlung Sandberg

### Retentionsbecken Roseldorf

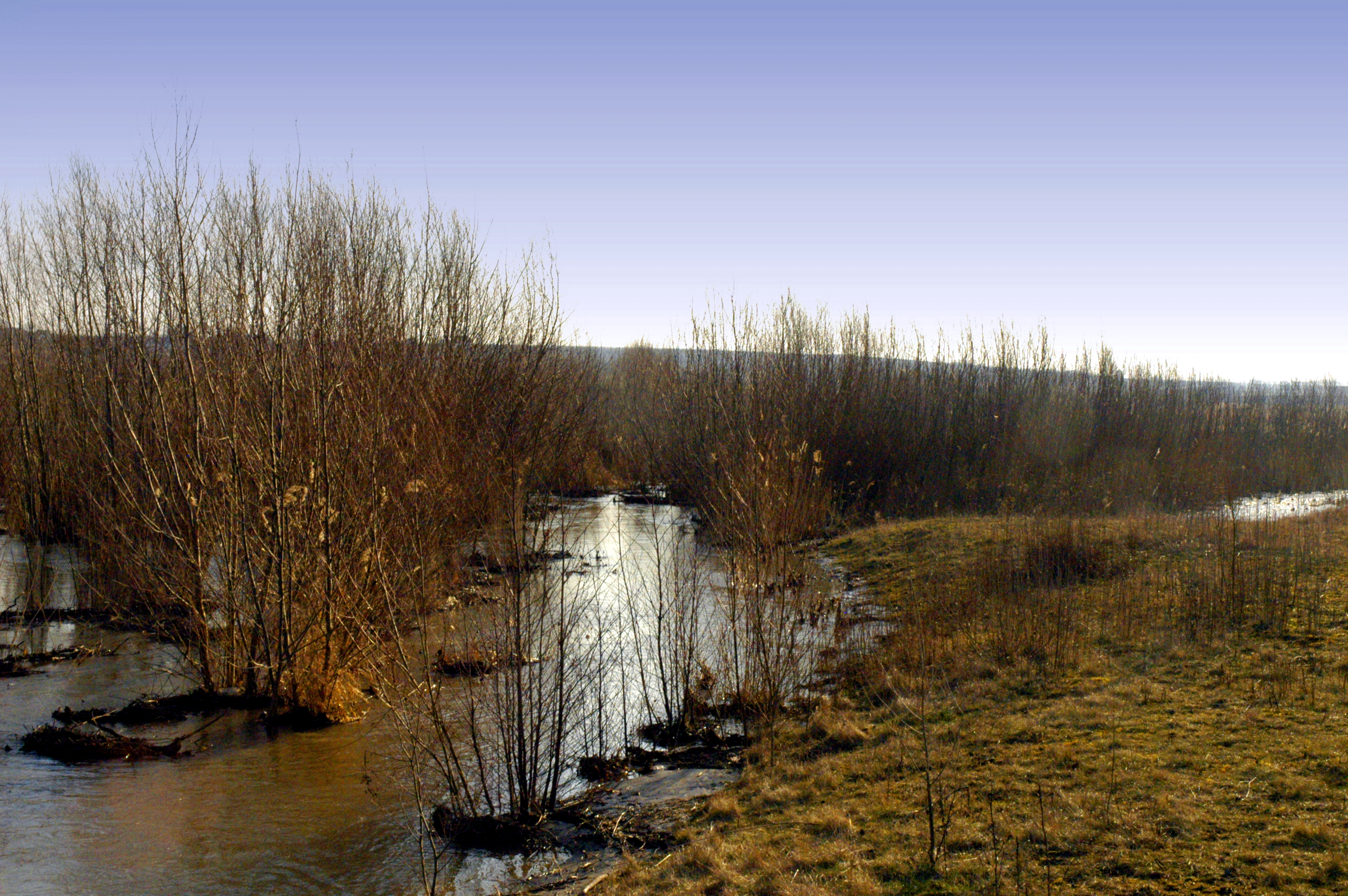
Das Rückhaltebecken der Schmida als Biotop

Die Marktgemeinde Sitzendorf hat in der Katastralgemeinde Roseldorf zum Schutz vor Hochwässern der Schmida ein Retentionsbecken mit einem Speichervolumen von rund 250.000 Kubikmetern errichtet, welches 2004 fertiggestellt wurde.
Mit diesem Projekt werden nicht nur Überflutungen in den Ortsbereichen von Roseldorf, Goggendorf, Sitzendorf und Frauendorf bei Ereignissen bis zu einem 5.000-jährlichen Hochwasser verhindert, sondern der Hochwasserschutz wirkt sich auch auf die Unterliegergemeinden bis zur Mündung in die Donau aus.
Durch die besondere Gestaltung des Rückhaltebeckens, das rund 12 Hektar Fläche umfasst, wird zugleich auch eine Verbesserung des Niedrigwasserhaushalts der Schmida bewirkt, was vor allem für die dort heimische Tier- und Pflanzenwelt von Bedeutung ist. Es ist so gestaltet, dass die Schmida sich in einem natürlichen Lauf durch das Becken schlängelt und bei etwas stärkerem Regen bereits die vielen kleinen Teiche füllt. Dieses Biotop bildet damit nicht nur den Lebensraum für Vögel, Frösche und Wild, sondern darüber hinaus durch das Vorbeiführen des Radweges und die Anlage eines Obstlehrpfades einen Naherholungsraum im Schmidatal.

### Pfarrkirche Roseldorf
Von der Pfarrkirche Roseldorf Mariae Geburt sind noch einige barocke Teile erhalten, der Rest musste 1964–1966 neu gebaut werden.